# Козлов, Николай Васильевич (учитель)
Николай Васильевич Козлов (1869, Усть-Каменогорск — ?) — первый штатный преподаватель в Новониколаевском посёлке.

## Биография
Родился в Усть-Каменогорске в мещанской семье, происходившей из сибирских казаков.
С 1890 года после окончания Омской учительской семинарии трудился в школах Семипалатинской области.
В 1893 году стал первым штатным учителем в школе Г. М. Будагова Новониколаевского посёлка.
С середины 1890 годов до конца жизни работал учителем математики и русского языка в гимназии и училищах Новониколаевска. Вёл бесплатное обучение в воскресной школе для рабочей молодёжи, основанной в 1910 году. Принимал активное участие в работе Новониколаевского общества попечения о народном образовании.
С июля 1913 по август 1914 года преподавал в мужской гимназии Каинска.
С декабря 1918 года руководил 6-м высшим начальным училищем, состоял в Новониколаевском отделении Всероссийского союза работников просвещения и соц. культуры.
В 1920 году работал учителем в 3-й советской школе I ступени в Вокзальном районе Новониколаевска.